# Бориспил
Бориспил е град в Киевска област, Украйна.
Населението му е 57 950 жители (2012 г.) Намира се в часова зона UTC+2. За първи път е споменат през 1015 г. Площта му е 37,01 кв. км.

## Известни личности
Починали в Бориспил
- Вячеслав Чорновил (1937-1999), политик